# Weissella cibaria
Weissella cibaria (abreujat W. cibaria) és un bacil grampositiu, no formador d'espores, no mòbil, fermentador heterolàctic i catalasa negatiu que no pot produir dextran a partir de la sacarosa. Pot créixer a temperatures molt variables, des de 15 °C fins 45 °C. Fermenta glucosa, i com a productes s'obtenen CO2 i àcid làctic. També pot utilitzar xilosa, arabinosa i salicina (formant àcid com a producte). El contingut en G+C és del 44%. És considerat un sinònim heterotípic de Weissella kimchii.
És considerat un patogen, trobant-se en pacients amb bacterièmia i en gossos que pateixen otitis. També es relaciona amb el malbaratament d'aliments. En el genoma del bacteri hi ha gens que codifiquen hemolisines, i resistència a antibiòtics com la fosfomicina.

## Hàbitat

### Weissella cibariaen aliments
Aquest bacteri s'ha trobat en kimchi coreà, on juntament amb Weissella koreensis i W. confusa s'ha vist que dominen l'etapa primerenca de fermentació d'aquest aliment. També es troba en altres aliments fermentats, en salami grec, i embotits espanyols com el botifarró. També s'ha identificat en gran quantitat de fruites com són tomàquets, papaia, plàtan, pinya o nabius. S'ha trobat també en farina de blat.

### Weissella cibariaen humans
S'ha identificat en mostres de saliva i de femta humanes, on es troba en menys quantitat en femta de persones celíaques. També es troba en llet materna i en la zona vaginal. Tot i que no sembla tenir gran significació clínica, s'ha descrit com a patogen oportunista, i s'ha identificat en orina, esputs i sang en algun cas de bacterièmia.

### Weissella cibariaen animals
S'ha vist que aquesta espècie bacteriana pot habitar en la llet d'alguns animals com el camell o la cabra. Es pot trobar en excrements de gossos domèstics i alguns peixos com el salmó. S'ha vist que pot provocar otitis en gossos.

## Potencial probiòtic
Recentment s'ha vist que Weissella cibaria mostra propietats anticanceroses, immunomoduladores, antiinflamatòries i antioxidants. No obstant això, calen estudis per confirmar científicament l'acció probiòtica d'aquesta en diverses condicions, com la fermentació. També presenta gran producció de bacteriocines com altres espècies del gènere Weissella.
Aquesta espècie va destacar a partir d'un estudi on es va demostrar que els aïllats de W. cibaria de la saliva dels nens inhibeixen la formació de biofilms in vitro i la proliferació d'un dels principals patògens bacterians de la càries dental, especialment en càries primerenques, Streptococcus mutans. També es va veure que aquest bacteri és capaç d'inhibir la producció in vitro d'indicadors d'halitosi com són els compostos volàtils de sofre (VSC) produïts per Fusobacterium nucleatum. A més, aquests bacteris podrien inhibir la proliferació de cinc bacteris periodontopatògens, inclòs F. nucleatum. Els estudis clínics basats en la manipulació amb l'aïllat amb millor rendiment de W. cibaria van donar lloc a una reducció in vivo significativa del nivell de VSC. També es va poder demostrar in vitro l'activitat antiflamatòria de W. cibaria, que consisteix en la inhibició de la producció d'interleucina (IL) -6 i IL-8 a partir de cèl·lules epitelials de la boca humana induïdes originalment per F. nucleatum. El potencial probiòtic de W. cibaria en el control de la malaltia periodontal, va promoure un estudi el qual va investigar amb èxit l'estabilitat d'un xiclet probiòtic que contenia W. cibaria, tot i que aquest no ha estat acceptat per la legislació europea, la qual és molt estricta pel que fa als probiòtics.